# Begonia matogrossensis
Espèce
Begonia matogrossensis est une espèce de plantes de la famille des Begoniaceae. Ce bégonia est originaire du Brésil. L'espèce a été décrite en 1999 par Stephen F. Smith (1948-2012) et Dieter Carl Wasshausen (1938-…), à la suite des travaux de Lyman Bradford Smith (1904-1997). L'épithète spécifique matogrossensis signifie « de Mato Grosso », en référence au lieu de récolte des types en 1977 à Mato Grosso.

## Répartition géographique
Cette espèce est originaire du pays suivant : Brésil.